# Captives (film, 2023)
Pour les articles homonymes, voir Captives.
Pour plus de détails, voir Fiche technique et Distribution.
Captives est un film français réalisé par Arnaud des Pallières et sorti en 2023.
Il est présenté en avant-première au festival du cinéma américain de Deauville 2023 dans la section « Fenêtre sur le cinéma français ».

## Synopsis
D’après une histoire vraie se déroulant à Paris en 1894, à l’Hôpital de la Salpêtrière, un an après la mort du professeur Jean-Martin Charcot.

## Fiche technique
Sauf indication contraire, les informations mentionnées dans cette section peuvent être confirmées par la base de données cinématographiques IMDb,  présente dans la section « Liens externes ».
- Titre français : Captives
- Réalisation : Arnaud des Pallières
- Scénario : Christelle Berthevas et Arnaud des Pallières
- Musique : Martin Wheeler et Mathieu Ben Hassen
- Costumes : Nina Avramovic
- Décors : Laurent Baude
- Photographie : David Chizallet
- Son : Jean-Pierre Duret
- Montage : Julie Duclaux et Arnaud des Pallières
- Production : Jonathan Blumental et Philippe Rousselet
- Sociétés de production : Prélude, Wild Bunch, Elle Driver, France 2 Cinéma
- Société de distribution : Wild Bunch
- Budget : 6,3 millions d'euros
- Pays de production :  France
- Format : couleur — 2,35:1 — son 5.1[1]
- Genre : drame, historique, thriller
- Durée : 110 minutes
- Dates de sortie[2] :
  - France : 9 septembre 2023 (Festival du cinéma américain de Deauville 2023)[3] ; 24 janvier 2024 (sortie nationale)

## Distribution
- Mélanie Thierry : Fanni
- Josiane Balasko : Marguerite Bottard, dite Bobotte
- Marina Foïs : La Douane
- Carole Bouquet : Hersilie
- Yolande Moreau : Camomille
- Dominique Frot : Emilie
- Agnès Berthon : Flavienne
- Elina Löwensohn : Esther
- Solène Rigot : Blanche
- Candy Ming : Kenavo
- Lucie Zhang : Amanite
- Pamela Ramos : Ambroisine
- Sarah Niblack : Dr. Augusta Klumpke

## Production

### Préproduction
En janvier 2019, le producteur Jonathan Blumental propose aux scénaristes Christelle Berthevas et Arnaud des Pallières de réfléchir à un film sur le « bal des folles » de l'hôpital de la Salpêtrière, événement qu'il avait découvert sur Wikipédia. Ce bal n'avait pas encore été mis en lumière par le roman Le Bal des folles de Victoria Mas. Lorsque ce roman paraît en août 2019, les scénaristes ont déjà une première version du scénario et préfèrent ne pas lire le livre, et le producteur juge inutile d'en prendre les droits. L'éditeur contacte donc un autre producteur, ce qui aboutit au film homonyme adapté de ce roman, sorti en 2021. Quant au film Captives, produit en parallèle, il connaît deux arrêts à cause de la pandémie de Covid-19.

### Tournage
Le tournage a lieu à l'été 2022 dans les lieux suivants :
- dans une abbaye normande désaffectée, pour le dortoir et la petite maison de Camomille ;
- au haras de Compiègne, pour le bureau de Bobotte et sa ruelle, la buanderie, le réfectoire et le parc central ;
- au Kremlin-Bicêtre, pour les extérieurs du bal et la ruelle aux fiacres ;
- dans un lycée parisien, pour la salle de bal.

## Distinction

### Sélection
- Festival du cinéma américain de Deauville 2023 (section « Fenêtre sur le cinéma français »)[4],[5]